# Pacifantistea
Pacifantistea ovtchinnikovi es una especie de araña araneomorfa de la familia Hahniidae. Es la única especie del género monotípico Pacifantistea.

## Distribución
Es nativa de Primorie, las Kuriles y Kamtchatka en Rusia y en Hokkaido en Japón. 